# کشمیرا ایرانی
کشمیرا ایرانی (انگلیسی: Kashmira Irani؛ زادهٔ ۲۵ ژوئیهٔ ۱۹۸۹) هنرپیشه، و مدل اهل هند است.
او فعالیت حرفه‌ای خود را در سال ۲۰۱۰ با بازی در فیلم زانگورا آغاز کرد. از فیلم‌هایی که او در آن‌ها نقش داشته می‌توان به پی‌کی و تایگر زنده است اشاره کرد.